# هيلين ويتني (مخرجة)
هيلين ويتني (بالإنجليزية: Helen Whitney)‏ هي مخرجة أمريكية، ولدت في القرن العشرين.

## وصلات خارجية
- هيلين ويتني على موقع IMDb (الإنجليزية)
- هيلين ويتني على موقع قاعدة بيانات الفيلم (الإنجليزية)